# Hermann-Paul

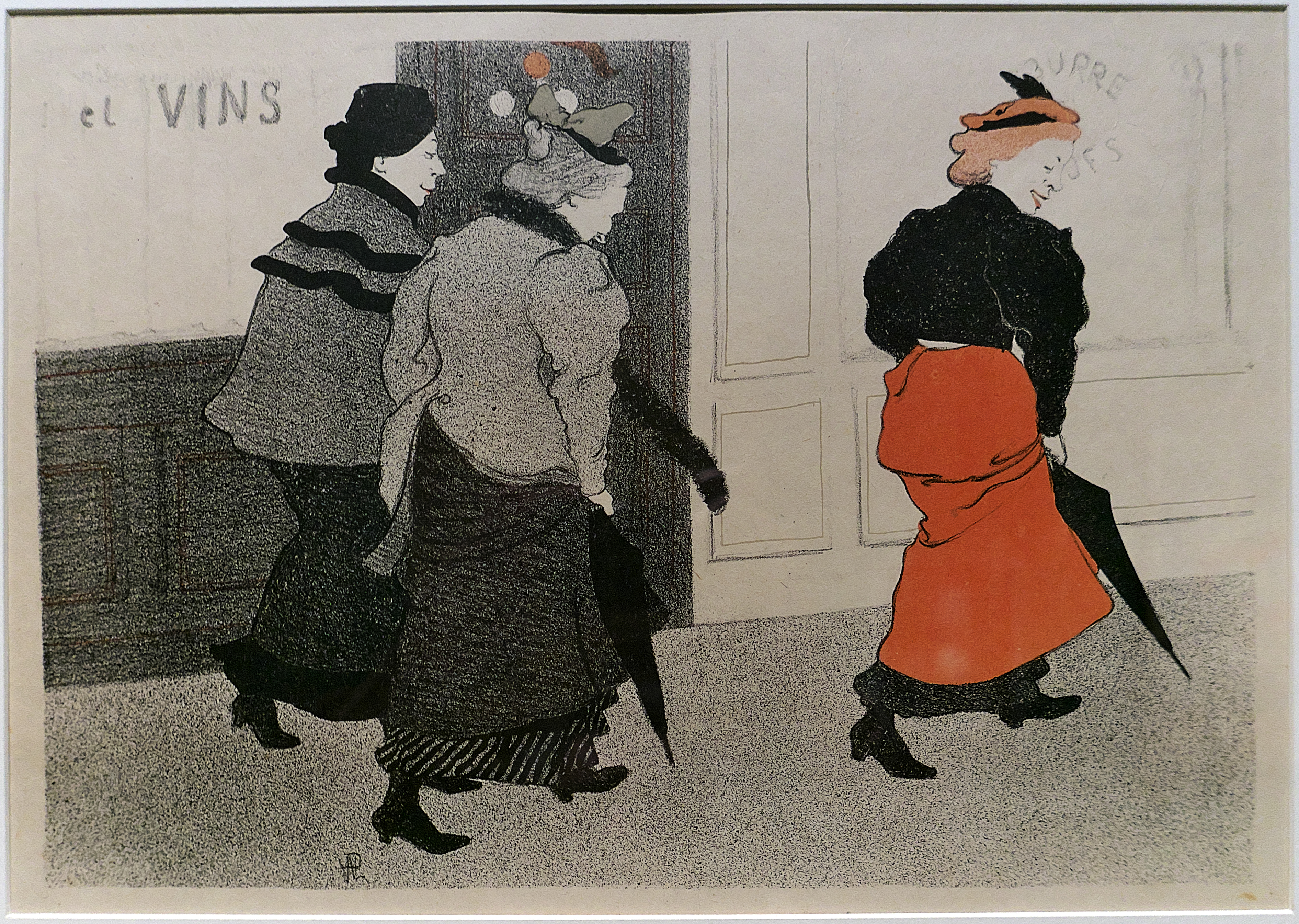
Modistas, publicado en L'Estampe originale (álbum VI, 1894)

René Georges Hermann Paul, más conocido como Hermann-Paul (París, 27 de diciembre de 1864–Saintes-Maries-de-la-Mer, 23 de junio de 1940) fue un pintor, dibujante, grabador, caricaturista, ilustrador y diseñador francés. 

## Biografía
Estudió en la Académie Julian y la Escuela Nacional Superior de las Artes Decorativas, donde fue alumno de Henry Lerolle y Gustave Colin. Se dio a conocer como litógrafo, especialmente de escenas costumbristas.
Colaboró como dibujante con varios periódicos y revistas, como Sourire (1899-1914), L'Assiette au Beurre (1901-1912) y Courrier français illustré. Entre sus dibujos más conocidos se encuentran los dedicados al caso Dreyfus.
También colaboró con L'estampe originale, la publicación de una sociedad homónima formada por artistas y grabadores para fomentar el grabado de creación original.
Realizó pinturas y pasteles, como el Retrato de Paul Cézanne (1904). Desde 1915 se dedicó sobre todo a la xilografía, como en su serie Calendario de la guerra.
Ilustró varios libros, como Le Génie et les fumisteries du divin de Henry de Montherlant, Les Âmes du purgatoire de Prosper Mérimée (1929) y Années d'Aventure de Alfred Capus (1903). Su obra más celebrada fue las Obras completas de Anatole France.